# 高瀨耕造
高瀬 耕造（1975年12月26日—）是日本NHK的新聞主播。出生於兵庫縣。早稻田大學校友。

## 外部連結
- . NHK. （原始内容存档于2021-08-29） （日语）.